# L'Incroyable Alligator
Pour les articles homonymes, voir Alligator (homonymie).
Série
Alligator 2 : La Mutation
(1991)
Pour plus de détails, voir Fiche technique et Distribution.
L'Incroyable Alligator (Alligator) est un film américain réalisé par Lewis Teague et sorti en 1980.

## Synopsis
Dans les années 1960, une petite fille en vacances en Floride recueille un bébé alligator. De retour à Chicago, son père — phobique des animaux — le jette dans les égouts. L'animal se retrouve alors dans le réseau séparatif. Douze ans plus tard, en 1980, l'alligator a bien grandi notamment en mangeant des cadavres d'animaux ayant servi à des tests scientifiques. Il est alors attiré par le monde extérieur qu'il va trouver plus à son goût.

## Fiche technique
Sauf indication contraire, les informations mentionnées dans cette section peuvent être confirmées par la base de données cinématographiques IMDb,  présente dans la section « Liens externes ».
- Titre français : L'Incroyable Alligator
- Titre original : Alligator
- Réalisation : Lewis Teague
- Scénario : John Sayles
- Musique : Craig Hundley
- Photographie : Joseph Mangine
- Montage : Larry Bock et Ron Medico
- Direction artistique : Michael Erler
- Décors : Cyd Smyllie
- Production : Brandon Chase, Tom Jacobson et Robert S. Bremson
- Société de production : Group 1 Films
- Distribution :
- Budget : 1 million de dollars
- Pays d'origine :  États-Unis
- Format : couleurs - 1,85:1 - 35 mm - son mono
- Genre : horreur
- Durée : 89 minutes
- Dates de sortie : 
  - États-Unis : 2 juillet 1980
  - France : 16 juin 1982
- Film interdit aux moins de 12 ans lors de sa sortie en France

## Distribution
- Robert Forster : David Madison
- Robin Riker : Marisa Kendall
- Michael V. Gazzo : le chef Clark
- Dean Jagger : Slade
- Sydney Lassick : Luke Gutchel
- Jack Carter : le major
- Perry Lang : l'officier Jim Kelly
- Henry Silva : le colonel Brock
- Bart Braverman : le reporter Thomas Kemp
- John Lisbon Wood : Mad bomber
- James Ingersoll : Arthur Helms
- Robert Doyle : Bill Kendall
- Patti Jerome : Mme Madeline Kendall
- Angel Tompkins : une journaliste
- Sue Lyon : la journaliste d'ABC
- Kane Hodder : Ramón l'alligator (non crédité)

## Production
Le scénario initial est écrit par Frank Ray Perilli. Ensuite arrivé sur le projet, John Sayles réécrit totalement l'intrigue qui se déroulait initialement à Milwaukee et racontait que l'alligator était devenu gigantesque à cause de la bière qu'une brasserie déversait dans les égouts.
Avant que Lewis Teague soit engagé, le poste de réalisateur a été proposé à Joe Dante.
Le tournage a lieu à Los Angeles. Futur acteur, Bryan Cranston a participé au film comme assistant du département effets spéciaux.

## Distinctions
- Saturn Awards 1981 : nomination au prix du meilleur scénario[3]
- Festival international du film fantastique d'Avoriaz 1982 : en compétition officielle pour le grand prix
- Saturn Awards 2008 : nomination au prix du meilleure édition spéciale DVD d'un classique

## Commentaires
Vers la fin du film, sur un des murs des égouts, on peut lire le graffiti Harry Lime Lives, référence au personnage du film Le Troisième Homme (1949) qui a été tué dans les égouts. Sur le tableau noir au fond de la salle de conférence de presse, on peut lire un message faisant référence à Edward Norton, l'une des victimes, référence à un égoutier du même nom dans la série télévisée The Honeymooners (1955).
« Ramón », l’alligator animatronique utilisé sur le plateau, sera après le film offert aux Gators de la Floride comme mascotte.
Ce film marque la dernière apparition à l'écran de Sue Lyon.

## Suite
Le film connait une suite, Alligator 2 : La Mutation (Alligator II: The Mutation), réalisée par Jon Hess et sortie en 1991.